# Érable à feuilles d'obier
Acer opalus
Espèce
Classification APG III (2009)
Répartition géographique
L'érable à feuilles d'obier, Acer opalus Mill. est un arbre généralement de taille moyenne, mais pouvant approcher 30 m de hauteur en futaie, comme dans la forêt de la Sainte-Baume (département du Var, sud-est de la France). Les feuilles ressemblent à celles de la viorne obier. Il appartient à la famille des Acéracées selon la classification classique, et à la famille des Sapindacées selon la classification phylogénétique.
Il est parfois confondu avec l'Érable sycomore, mais se distingue de ce dernier par ses feuilles, ses fruits (samares groupées en corymbes et non en grappes allongées), son écorce, ainsi que par son habitat.

## Habitat et répartition géographique
Il pousse, en France, principalement dans le bassin méditerranéen, le plus souvent en basse et moyenne montagne (jusqu'à 1900 mètres d'altitude) dans l'étage du hêtre ou du chêne pubescent. Il est également présent (bien que rare) en Corse.
Cet érable n'est pas exclusivement méditerranéen, on le trouve aussi dans le Jura, le Massif central, les Alpes et les Pyrénées. Plus globalement, il se rencontre essentiellement sur le pourtour méditerranéen occidental (de l'Espagne à l'ex-Yougoslavie). Son aire de répartition remonte jusque dans l'ouest de la Suisse (Jura, Bas-Valais).

## Noms vernaculaires
France: érable d'Italie, érable Duret, ayard.
En Espagne, il possède plusieurs noms communs, en castillan : acebo, acere, acirón, aciron, aillon, arce, arce morisco, asa, asar, ácer, ácere, endrino negro, oró, orón, oron, ásar, yarra.

## Références bibliographiques

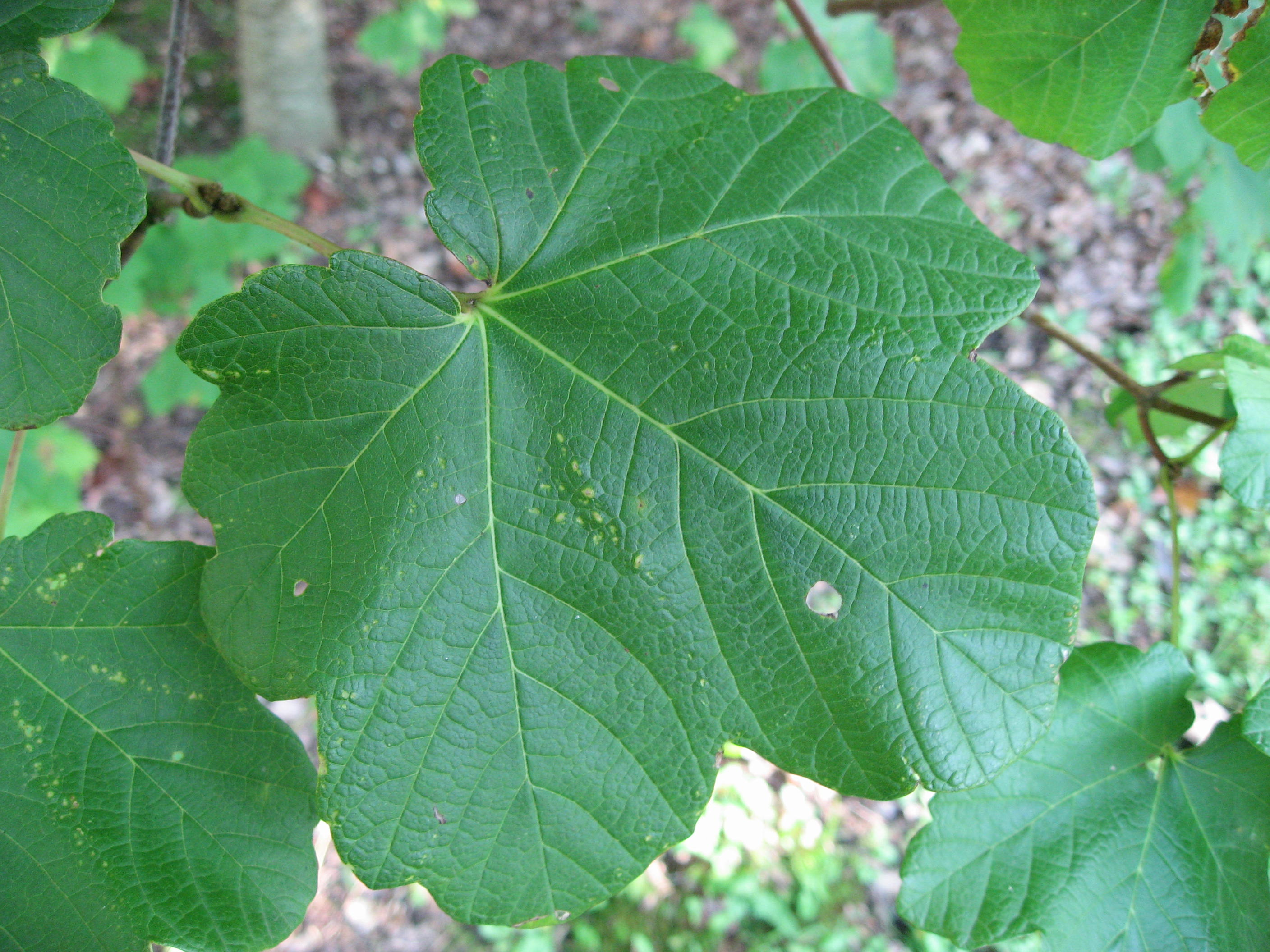
Détail de feuille
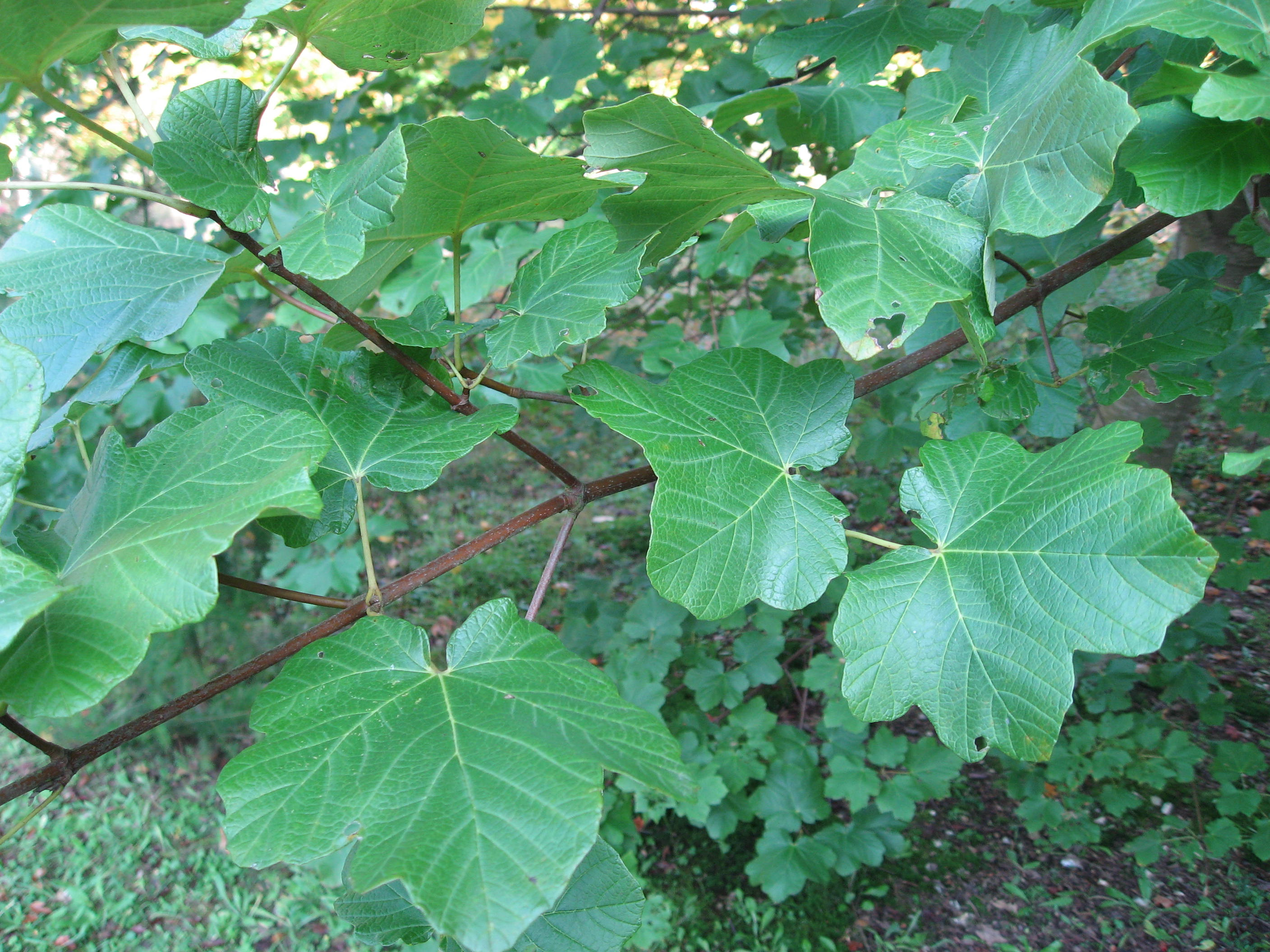
Plusieurs feuilles
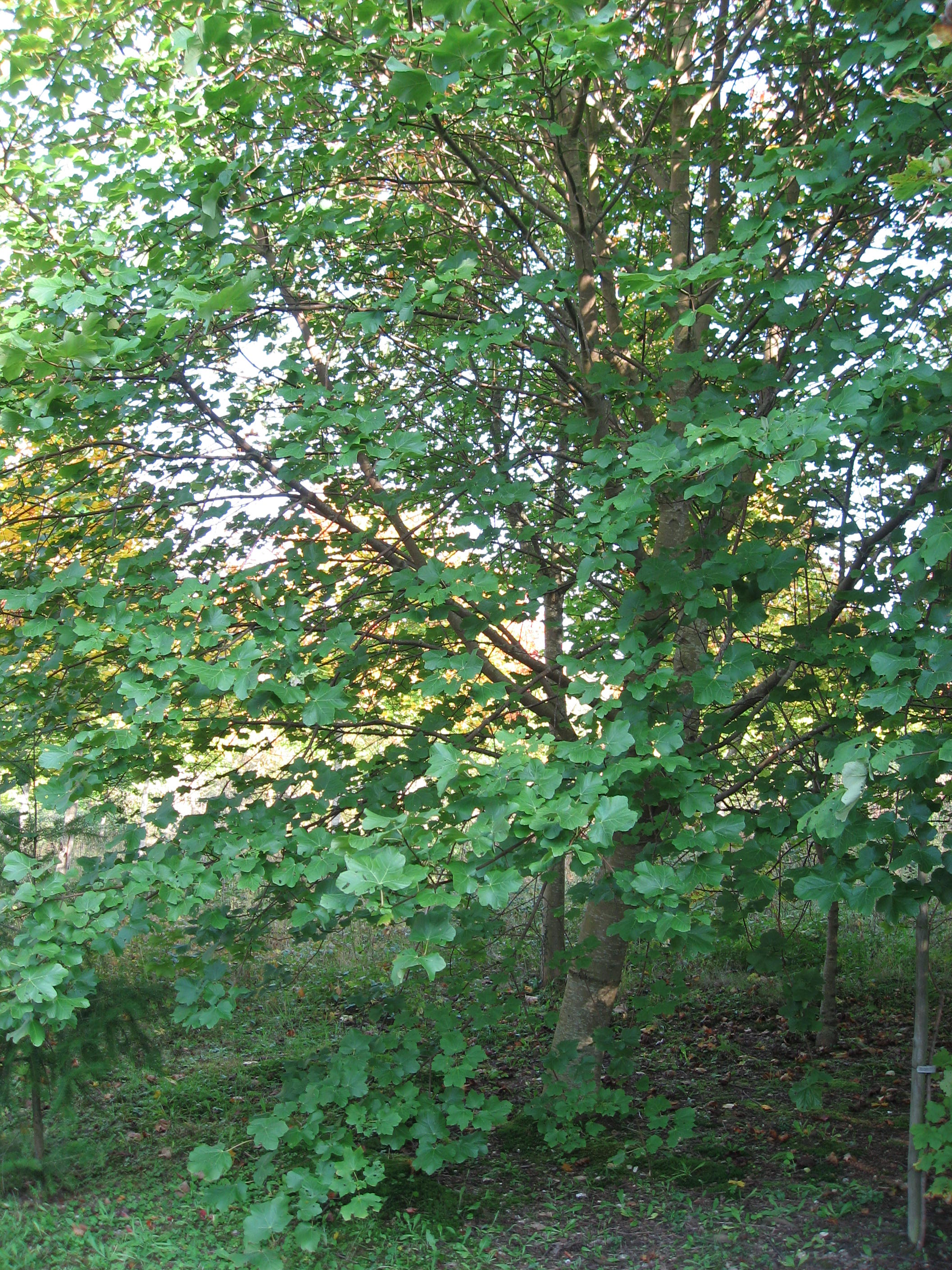
L'arbre entier